# Manolis Glezos
Manolis Glezos (řecky Μανώλης Γλέζος; 9. září 1922, Naxos, Řecko – 30. března 2020) byl řecký levicový politik a publicista.
Studoval v Athénách ekonomii, po německé okupaci se zapojil do odbojového hnutí. V noci na 31. května 1941 vylezli spolu se studentem Apostolosem Santasem na Akropolis a strhli vlajku s hákovým křížem. V průběhu druhé světové války byl třikrát zatčen za odbojovou činnost. Za občanské války podporoval povstalce, byl šéfredaktorem komunistického deníku Rizospaktikos. V březnu 1948 byl odsouzen k smrti, v roce 1950 mu byl trest změněn na doživotní žalář. Propuštěn byl v roce 1954, znovu byl z politických důvodů vězněn v letech 1958–1962 a 1967–1971. V roce 1963 mu byla udělena Leninova cena míru. V letech 1971–1975 žil v exilu. V letech 1981–1986 byl poslancem parlamentu za PASOK, poté odešel do své rodné vesnice, kde zahájil experiment s přímou demokracií, podporoval projekty na zavlažování a boj s erozí. Je autorem lingvistické práce Fenomén odcizení v jazyce (Το φαινόµενο της αλλοτρίωσης στη γλώσσα), za kterou dostal čestný doktorát Athénské univerzity. V roce 2002 založil hnutí Aktivní občané (Ενεργοί Πολίτες), které je součástí koalice SYRIZA. Angažoval se v protestech proti restriktivní politice současné řecké vlády, v březnu 2010 byl napaden policisty na náměstí Syntagma. Mimo jiné vznesl požadavek, aby Německo zaplatilo Řecku válečné reparace. Ve volbách do Evropského parlamentu v roce 2014 byl zvolen europoslancem za koalici SYRIZA, získal nejvíce hlasů mezi všemi řeckými kandidáty.